# خنزير ثؤلولي
الخنزير الثُؤْلُولي أو الخنزير المُثَأْلَل أو الهِلَّوْف أو خنزير أبو قرنين (الاسم العلمي: Phacochoerus) هو جنس من الثدييات يتبع فصيلة الخنزيريات، يوجد بشكل كبير في إفريقيا جنوب الصحراء الكبرى.